# Brachirus
Brachirus es un género de peces de la familia Soleidae, del orden Pleuronectiformes. Este género marino fue descrito por primera vez en 1839 por William Swainson.

## Especies
Especies reconocidas del género:
- Brachirus aenea (H. M. Smith, 1931)
- Brachirus annularis Fowler, 1934
- Brachirus aspilos (Bleeker, 1852)
- Brachirus dicholepis (W. K. H. Peters, 1877)
- Brachirus elongatus (Pellegrin & Chevey, 1940)
- Brachirus harmandi (Sauvage, 1878)
- Brachirus heterolepis (Bleeker, 1856)
- Brachirus macrolepis (Bleeker, 1858)
- Brachirus muelleri (Steindachner, 1879)
- Brachirus niger (W. J. Macleay, 1880)
- Brachirus orientalis (Bloch & J. G. Schneider, 1801)
- Brachirus pan (F. Hamilton, 1822)
- Brachirus panoides (Bleeker, 1851)
- Brachirus selheimi (W. J. Macleay, 1882)
- Brachirus siamensis (Sauvage, 1878)
- Brachirus sorsogonensis (Evermann & Seale, 1907)
- Brachirus swinhonis (Steindachner, 1867)
- Brachirus villosus (M. C. W. Weber, 1907)